# Anthony Vanden Borre
Anthony Henri Vanden Borre (nascut el 24 d'octubre de 1987) és un jugador de futbol belga.
Pel que fa a clubs, destacà, entre d'altres, al RSC Anderlecht, ACF Fiorentina, Genoa CFC, Portsmouth FC i Montpellier HSC.
Fou internacional amb la selecció belga.